# 高須賀功
髙須賀 功（たかすか いさお、1942年（昭和17年）9月29日 - ）は、日本の政治家。元愛媛県東温市長（3期）。

## 略歴
愛媛県温泉郡北吉井村（現：東温市）生まれ。温泉郡重信町（現：東温市）の初代町長である髙須賀治利の四男。愛媛大学卒業後、1965年愛媛県庁入庁。西条地方局長、経済労働部長を歴任。在職中、野村ダム竣工、アサヒビール四国工場の西条市への誘致などに関わった。
愛媛県庁退職後、松山商工会議所専務理事・愛媛県商工会議所連合会専務理事などを経て、2004年、温泉郡重信町と同郡川内町との合併に伴う東温市の初代市長を選ぶ選挙に立候補、無投票で初当選。就任後は、行政機構の整備を図ったほか、松山市のベッドタウンとして特徴を出しにくい立地条件ではあったが、県庁勤務時代の人的ネットワークを活用し、産業振興、「坊っちゃん劇場」を核とした観光振興、農産物のブランド化、エネルギー政策などに注力した。
任期満了に伴う2008年、2012年の市長選挙では無投票再選された。
2016年の市長選挙では4選を目指して立候補するも、東温市元副市長の加藤章に敗れ落選した。
2021年11月3日、秋の叙勲において旭日小綬章を受章。